# Entomoliva
Entomoliva is een geslacht van weekdieren uit de klasse van de Gastropoda (slakken).

## Soorten
- Entomoliva incisa Bouchet & Kilburn, 1991
- Entomoliva mirabilis Bouchet & Kilburn, 1991